# Епархия Агбовиля
 Епархия Агбовиля  (лат. Dioecesis Agbovillensis) — епархия Римско-Католической церкви с центром в городе Агбовиль, Кот-д’Ивуар. Епархия Агбовиля входит в митрополию Абиджана. Кафедральным собором епархии Абогвиля является церковь святого Жана Марии де Вианнея.

## История
14 октября 2006 года Римский папа Бенедикт XVI выпустил буллу «Vigili cum cura», которой учредил епархию Агбовиля, выделив её из епархии Йопугона.

## Ординарии епархии
- епископ Alexis Touably Youlo (14.10.2006 — по настоящее время).

## Источник
- Annuario Pontificio, Libreria Editrice Vaticana, Città del Vaticano, 2003, ISBN 88-209-7422-3
- Bollettino della Sala Stampa della Santa Sede (14 ottobre 2006)  (лат.)
- Bolla Vigili cum cura, AAS 98 (2006), стр. 785 (лат.)